# Polydore Veirman
Polydore Jules Léon Veirman, född 23 februari 1881 i Gent, död 1951, var en belgisk roddare.
Veirman blev olympisk silvermedaljör i åtta med styrman vid sommarspelen 1908 i London.